# Masuzó Šikata
Masuzó Šikata (japonsky 志方 益三, Tokio 10. srpna 1895 – 8. května 1964) byl japonský chemik a jeden z průkopníků v elektrochemii. Spolu se svým učitelem a kolegou, českým chemikem a vynálezcem Jaroslavem Heyrovským vyvinul první polarograf, druh přístroje vhodného pro elektrochemické analýzy, a byl spoluautorem článku, který představil přístroj „polarograf“. Tento přístroj byl důležitý, protože zavedl do praxe automatizované měření závislosti proudu procházejícího roztokem na napětí, které do té doby prováděné ručně zabraly více než hodinu pro každou zkoušku.